# 37. Gdynia Film Festival
37. Gdynia Film Festival 2012 – 37. edycja festiwalu filmowego, do 2011 r. noszącego nazwę Festiwal Polskich Filmów Fabularnych w Gdyni. Odbył się w dniach 7-12 maja 2012 (wcześniejszy niż w poprzednich latach termin spowodowany był przez Euro 2012).
Wielka Nagroda „Złotych Lwów” trafiła do rąk Agnieszki Holland za film W ciemności. W gronie zwycięzców znaleźli się także m.in. Marcin Krzyształowicz, który otrzymał „Srebrne Lwy” za Obławę, Agnieszka Grochowska i Robert Więckiewicz nagrodzeni za najlepsze role w filmie W ciemności, Leszek Dawid za Jesteś Bogiem – najlepszy debiut lub film drugi i Marcin Kowalczyk za profesjonalny debiut aktorski w filmie Dawida. Laureatami „Platynowych Lwów” za całokształt twórczości po raz pierwszy otrzymali filmowcy spoza kręgu reżyserskiego – operatorzy: Jerzy Wójcik i Witold Sobociński.

## Repertuar

### Konkurs Główny
1. 80 milionów – reż. Waldemar Krzystek
2. Baby są jakieś inne – reż. Marek Koterski
3. Bez wstydu – reż. Filip Marczewski
4. Droga na drugą stronę – reż. Anca Damian
5. Dzień kobiet – reż. Maria Sadowska
6. Jesteś Bogiem – reż. Leszek Dawid
7. Mój rower – reż. Piotr Trzaskalski
8. Obława – reż. Marcin Krzyształowicz
9. Pokłosie – reż. Władysław Pasikowski
10. Sekret – reż. Przemysław Wojcieszek
11. Sponsoring – reż. Małgorzata Szumowska
12. Supermarket – reż. Maciej Żak
13. W ciemności – reż. Agnieszka Holland
14. W sypialni – reż. Tomasz Wasilewski

### Panorama Polskiego Kina
1. Big Love – reż. Barbara Białowąs
2. Być jak Kazimierz Deyna – reż. Anna Wieczur-Bluszcz
3. Felix, Net i Nika oraz Teoretycznie Możliwa Katastrofa – reż. Wiktor Skrzynecki
4. Listy do M. – reż. Mitja Okorn
5. Nad życie – reż. Anna Plutecka-Mesjasz
6. Piąta pora roku – reż. Jerzy Domaradzki

## Skład jury

### Konkurs Główny
- Dorota Kędzierzawska – przewodnicząca
- Michał Leszczyłowski
- Caroline Libresco
- Waldemar Kalinowski
- Zygmunt Miłoszewski
- Stephen Rea
- Ewa Wiśniewska
- Adam Sikora

### Konkurs Młodego Kina
- Marcin Wrona – przewodniczący
- Magnus von Horn
- Agnieszka Wojtowicz-Vosloo
- Krzysztof Kornacki

## Werdykt
- Wielka Nagroda „Złote Lwy” dla najlepszego filmu – W ciemności w reżyserii Agnieszki Holland
- Wielka Nagroda „Złote Lwy” dla producenta najlepszego filmu – Juliusza Machulskiego
- Nagroda „Srebrne Lwy” dla filmu Obława w reżyserii Marcina Krzyształowicza
- Nagroda „Srebrne Lwy” dla producentów dla najlepszego filmu – Małgorzaty Jurczak i Krzysztofa Grędzińskiego
- Nagroda Specjalna Jury za odwagę formy i treści, a także za szczególne i unikatowe walory artystyczne dla filmu Droga na drugą stronę w reżyserii Anci Damian

### Nagrody indywidualne
- dla Agnieszki Holland za reżyserię filmu W ciemności
- dla Piotra Trzaskalskiego i Wojciecha Lepianki za scenariusz filmu Mój rower
- dla Leszka Dawida za debiut reżyserski lub drugi film: Jesteś Bogiem
- dla Agnieszki Grochowskiej za główną rolę kobiecą w filmie W ciemności
- dla Roberta Więckiewicza za główną rolę męską w filmie W ciemności
- dla Marcina Kowalczyka za profesjonalny debiut aktorski w filmie Jesteś Bogiem
- dla Jolanty Dylewskiej za zdjęcia do filmu W ciemności
- dla Piotra Dziubka za muzykę do filmu Droga na drugą stronę
- dla Erwina Priba, Katarzyny Sobańskiej oraz Marcela Sławińskiego za scenografię do filmu W ciemności
- dla Joanny Kulig za drugoplanową rolę kobiecą w filmie Sponsoring
- dla Dawida Ogrodnika oraz Tomasza Schuchardta za drugoplanową rolę męską w filmie Jesteś Bogiem
- dla Sebastiana Włodarczyka i Piotra Witkowskiego za dźwięk w filmie Droga na drugą stronę
- dla Wojciecha Mrówczyńskiego i Adama Kwiatka za montaż filmu Obława oraz dla Michała Czarneckiego za montaż filmu W ciemności
- dla Katarzyny Lewińskiej za kostiumy do filmu Sponsoring oraz Katarzyny Lewińskiej i Jagny Janickiej za kostiumy do filmu W ciemności
- dla Janusza Kaleji za charakteryzację do filmu W ciemności

### Wyróżnienie jury
Jury postanowiło wyróżnić twórców filmów Sekret i Pokłosie za odwagę w poruszeniu tematów.